# Sajntsagaan
Sajntsagaan (mongoliska: Сайнцагаан Сум, Sayntsagaan, Сайнцагаан, Sayntsagaan Sum) är ett distrikt i Mongoliet.   Det ligger i provinsen Dundgobi, i den centrala delen av landet, 240 km söder om huvudstaden Ulaanbaatar.